# Union des chrétiens progressistes
L'Union des chrétiens progressistes est un ancien parti politique français actif sous la Quatrième République.

## Historique
L'Union des chrétiens progressistes est fondé début 1947 par des intellectuels chrétiens estimant que les positions du Mouvement républicain populaire dérivent trop vers la droite. Parmi ceux-ci, on trouve André Mandouze, qui en est le principal animateur, Marcel Moiroud, Jean Verlhac, Maurice Caveing, Gilbert de Chambrun, qui est le seul parlementaire de ce regroupement, Lucien Moncomble, Jean Tripon. Parmi les fondateurs, on compte aussi le professeur d'économie politique Henri Denis, ancien secrétaire général de la Jeunesse étudiante chrétienne (JEC), neveu de Louis Bridel et fondateur du quotidien régional breton Ouest-Matin.
Il édite rapidement un bulletin, intitulé d'abord Des Chrétiens prennent position, puis Positions. 
Rapidement, l'UCP s'aligne électoralement, puis politiquement, sur le Parti communiste français, ses membres pouvant être considérés comme des « compagnons de route » de ce dernier.
En 1950, l'UCP participe à la création de l'Union progressiste, dans laquelle elle se fond.